# بيير دي كاركافي
ولد بيير دي كاركافي حوالي عام 1603 في ليون بفرنسا وتوفي في باريس في أبريل 1684. وكان سكرتيرًا للمكتبة الوطنية الفرنسية في عهد لويس الرابع عشر، وعالم رياضيات.
عرف كاركافي بمراسلاته مع بيير دي فيرما، وبليز باسكال، وكريستيان هويجنز، وجاليليو جاليلي، ومارين ميرسين، وإيفانجيليستا توريسيلي، ورينيه ديكارت.